# 농가진
농가진(膿痂疹, impetigo)은 주로 황색포도상구균에 의해 생기는 화농성 피부병이다. 고름집이 생겼다가 딱지가 앉는다. 주요 증세로는 농포와 가피가 있다.